# Окуси (аэропорт)
Аэропорт Окуси (полное официальное название: порт. Aeroporto Internacional Oé-cusse Ambeno Rota do Sândalo; тетум Aeroportu Internasional Oé-Cusse Ambeno Rota do Sândalo; дословно — международный аэропорт пути сандалового дерева Окуси; ИАТА: OEC, ИКАО: WPOC), ранее аэропорт Палабан — международный аэропорт, обслуживающий Панте-Макасар, административный центр округа-полуэксклава Окуси-Амбено в Восточном Тиморе.
 

## Расположение
Аэропорт расположен в байро (порт. bairo — деревня) Палабан на западной окраине Панте-Макасара. Он находится в суко Коста в составе административного округа Панте-Макасар. Непосредственно к северу от аэропорта находится море Саву. Взлётно-посадочная полоса (ВПП 09/27) ориентирована с востока на запад.

## История
В 1967 году авиакомпания Transportes Aéreos de Timor (TAT), национальная авиакомпания Португальского Тимора, выполняла полёты между Баукау и Окуси на двух самолётах De Havilland Doves. В 1974—1975 годах TAT осуществляла регулярные внутренние рейсы в Окуси из Дили.
В середине 1990-х годов рейсы сюда выполняла индонезийская государственная авиакомпания Merpati Nusantara Airlines.
Непосредственно перед реконструкцией в 2010-х годах территория аэропорта представляла собой заброшенный и нефункциональный аэродром с грунтовой ВПП. Не было терминала, диспетчерской вышки или каких-либо других сооружений:24, 36. По состоянию на 2014 год взлётная полоса имела длину 1100 метров и ширину 26 метров. В том году правительство Восточного Тимора планировало провести предварительную реконструкцию аэродрома, включая возведение проволочного ограждения по периметру, очистку и ремонт ВПП и авиационного оборудования, а также установку временной диспетчерской вышки и сопутствующих объектов:24.
В отчёте, опубликованном в 2014 году органом, осуществляющим надзор за развитием особой экономической зоны в Окуси, было рекомендовано провести полную реконструкцию аэродрома:6, 16, 24, 81. В период с 2015 по 2018 год на этом месте был построен новый международный аэропорт общей стоимостью 119 миллионов долларов США. Подрядчиком проекта выступило индонезийское государственное предприятие PT Wijaya Karya (WIKA), а консультантом — португальская компания ISQ.
Работы включали в себя строительство или монтаж различных аэродромных сооружений, таких как вышка управления воздушным движением (УВД), здание аэровокзала, карантинные помещения, склад горючего, всенаправленный дальномерный радиомаяк (DME), всенаправленный азимутальный радиомаяк (VOR), рулёжная дорожка и перрон, освещение и другое оборудование. Кроме того, была расширена и удлинена ВПП, территорию аэродрома расширили для облегчения выполнения коммерческих авиарейсов, а радар, навигационные системы и системы безопасности были модернизированы в соответствии с международными стандартами. В проекте было задействовано более 500 индонезийских и восточнотиморских рабочих; бо́льшая часть строительных материалов была привезена из Индонезии.
18 июня 2019 года президент Восточного Тимора Франсишку Гутерриш торжественно открыл реконструированный аэропорт. На церемонии также присутствовали президент Специального административного района Окуси Мари Алкатири, губернатор индонезийской провинции Восточная Нуса-Тенгара Виктор Лайскодат и другие.
На открытии использовался один из двух телескопических трапов аэропорта, однако в дальнейшем телетрапы ни разу не эксплуатировались.
Критики проекта создания Специального административного района Окуси-Амбено рассматривают аэропорт как наиболее заметный негативный символ инвестиций в регионе, которые они считают чрезмерными. В апреле 2023 года Агентство США по торговле и развитию объявило, что оно профинансирует технико-экономическое обоснование создания регулярной пассажирской авиакомпании для обслуживания эксклава Окуси. Агентство также заявило, что хотело бы улучшить воздушное сообщение внутри Восточного Тимора и расширить международное.

## Инфраструктура
После проведения реконструкции аэропорт располагает ВПП длиной 2000 метров и шириной 45 метров, а также стояночной зоной, способной одновременно принимать семь воздушных судов различных типов. При полной нагрузке способен обслуживать более 500 пассажиров в час и один миллион пассажиров в год. Он также оснащён автоматическими системами аварийного электроснабжения, современным оборудованием для пожаротушения и аэродромной техникой, автоматической метеорологической информационной системой и диспетчерской вышкой с необходимой современной аппаратурой.
Аэропорт соответствует действующим международным стандартам безопасности полётов ICAO и IATA. Он был спроектирован для нормальной эксплуатации воздушных судов Airbus A320 или Boeing 737-800 как днём, так и ночью без ограничений. Имеются помещения для грузов и животных, включая карантинные службы.

## Галерея
- Аэропорт в 2014 году
- Посадка на ВПП аэропорта в 2014 году
- Президент Восточного Тимора Франсишку Гутерриш прибывает в аэропорт 18 июня 2019 года.
- Аэровокзал в 2019 году